# Serie CB de Honda

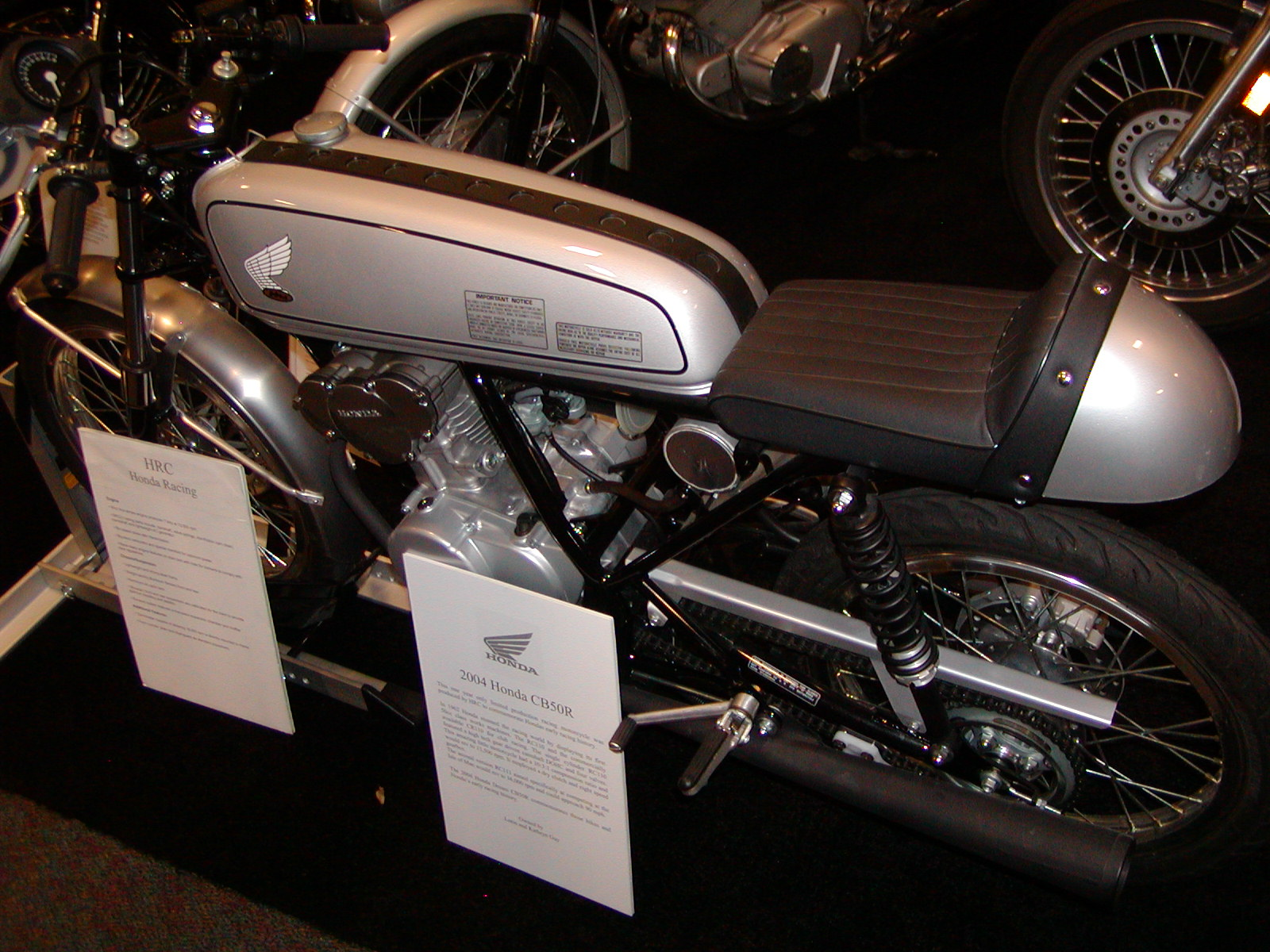
2004 Honda CB50R.

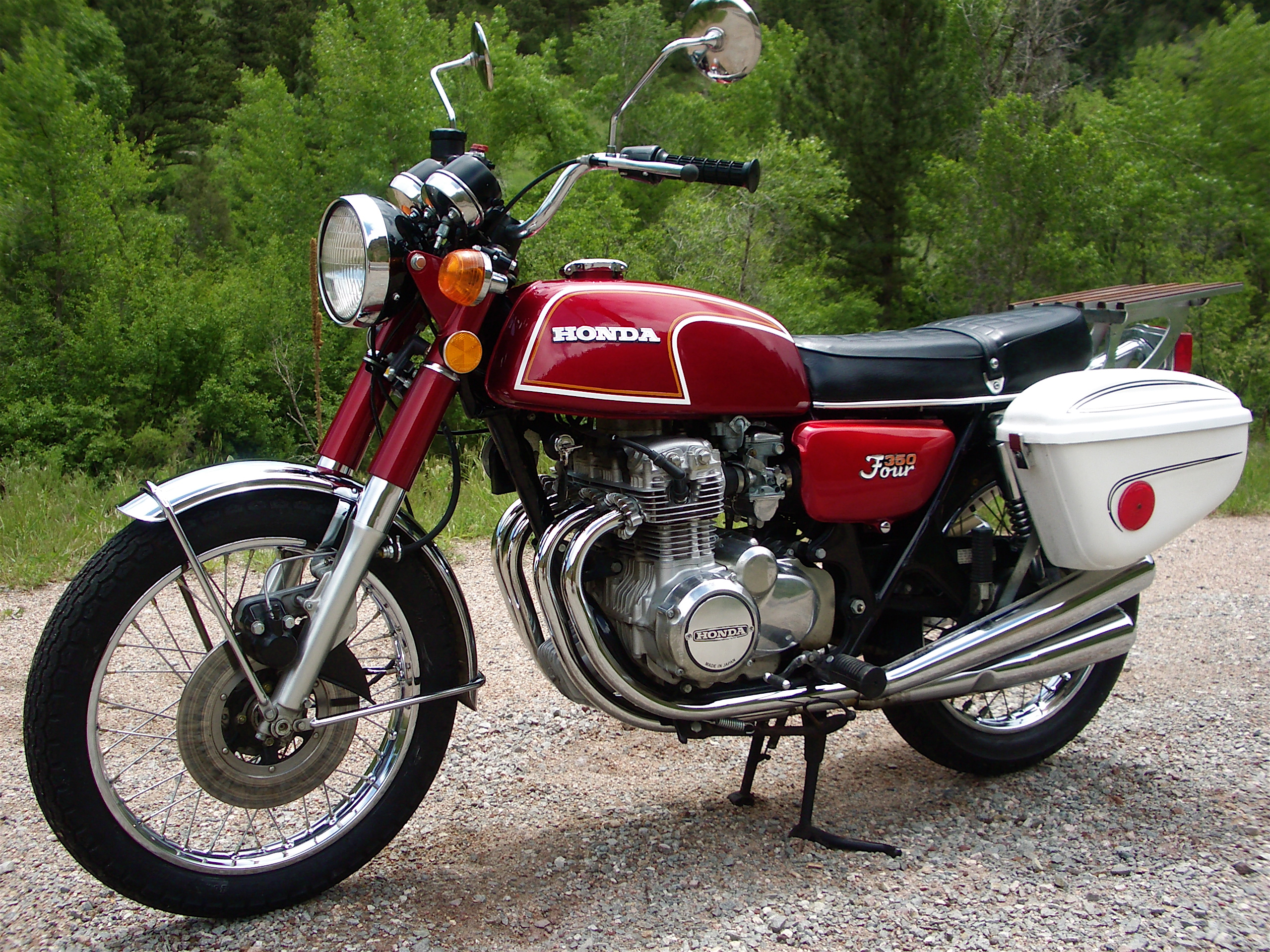
Honda CB350F.

La Serie CB de Honda es una de las líneas que contiene la mayor cantidad de sus primeros modelos de motocicleta. El acrónimo CB es la abreviatura del término inglés City Bike (motocicleta para la ciudad). Todos los modelos de la serie CB tienen motores en línea. Los modelos CB más pequeños son populares en las carreras de motocicletas antiguas.
Las motocicleta deportiva de Honda con motores en línea se venden como Serie CBR.
- CB50
- CB90 Super Sport
- CB100 Super Sport
- CB100N también como CB100N-A
- CB92 también conocida como Benly Super Sport[2]
- CB125S
- CB125N
- CB125TD Superdream
- CB160 Sport
- CB175 Super Sport
- CB200
- CB 250
- CB250 RS
- CB250N Superdream
- CB250 G5
- CB72 Hawk 250
- CB250 Nighthawk
- CB250 Jade
- CB300F Twister
- Honda CB300R
- CB77 SuperHawk 305
- CB350 Super Sport
- CB350F Four
- CB360
- CB360T
- CB400
- CB400N Superdream
- CB400A Hawk Hondamatic
- CB400F Super Sport Four
- CB400 SS
- CB400SF Super Four ABS
- CB400F CB-1
- CB400T Hawk
- CB450 K0 - K5
- CB450DX-K (1989–1992)
- CB450SC Nighthawk
- CB450T Hawk
- CB500T Twin (1974–1976)
- CB500 Four
- CB500 DOHC Twin (1993–2004)
- CB550 Super Sport Four
- CB550SC Nighthawk
- CB550K1/2 Four
- CB550F
- CB600F Hornet
- CB650
- CB650C Custom
- CB650SC Nighthawk
- CB700SC Nighthhawk 'S'
- CB750 Four
- CB750A Hondamatic
- CB750C Custom
- CB750F Super Sport
- CB750SC Nighthawk
- CB900C Custom
- CB900F
- CB1000
- CB1000R
- CB1000C Custom
- CB1100R
- CB1100F
- CB1100SF / X-Eleven
- CB1300 Super Four
- CB-1
- CBX Super Sport 1047 seis cilindros
- Honda CB650R